# ۵۶ شکارچی
۵۶ شکارچی (انگلیسی: 56 Orionis) یک ستاره منفرد و متغیر در صورت فلکی شکارچی است. این ستاره رنگ نارنجی دارد و با قدر ظاهری بصری که در حدود ۴.۷۶ در نوسان است، با چشم غیرمسلح کمرنگ قابل مشاهده است. این ستاره در فاصله تقریباً ۱۱۳۰ سال نوری از خورشید بر اساس اختلاف منظر قرار دارد و با سرعت شعاعی ۱۱+ کیلومتر بر ثانیه دورتر می‌رود.